# Directive sur les gestionnaires de fonds d’investissement alternatifs
Lire en ligne

directive 2011/61/CE

La directive sur les gestionnaires de fonds d’investissement alternatifs (« directive GFIA ») est une directive de l'Union européenne qui a été publiée au Journal officiel de l'Union européenne le 1er juillet 2011 pour une entrée en vigueur le 21 juillet suivant.
La directive GFIA est applicable aux gestionnaires de fonds d'investissement alternatifs (GFIA), personne morale dont l’activité régulière consiste à gérer un ou plusieurs fonds d’investissement alternatifs (FIA).
Le règlement délégué (UE) n° 231/2013 de la Commission du 19 décembre 2012 précise les modalités d’application de certains articles de la Directive GFIA, telle que transposée dans le droit national des États membres.

## Agrément du GFIA
La directive GFIA telle que transposée dans le droit national des État membres réglemente, entre autres, l'activité des gestionnaires de fonds d’investissement alternatif (GFIA) dont l'exercice est soumis à un agrément ou à enregistrement dans le cadre de l'exemption de minimis de l'article 3(2) de la directive GFIA.

### GFIA pleinement autorisé
Un GFIA est une personne morale dont l’activité régulière consiste à gérer un ou plusieurs fonds d’investissement alternatif (FIA) et dont l'exercice est soumis à l'autorisation préalable (l'agrément) par l'autorité nationale de l'État membre habilitée. Les GFIA sont régis par la loi nationale de leur État membre d'origine et soumis à la surveillance prudentielle de leurs autorités nationales respectives dont le rôle est de s’assurer que les GFIA respectent de façon permanente toutes les dispositions légales, réglementaires et contractuelles relatives à leur organisation et à leur fonctionnement, dans le but d’assurer la protection des investisseurs et la stabilité du système financier.

### GFIA enregistré
Les GFIA qui gèrent des portefeuilles de FIA sous certains seuils, i.e. 100 millions avec effet de levier ou 500 millions sans effet de levier et fermés pendant 5 années, sont exemptés de la procédure d'agrément et soumis uniquement à une procédure d'enregistrement auprès de leur autorité compétente de leur État membre d’origine. Cette exemption concerne les GFIA qui gèrent, directement ou indirectement, par l’intermédiaire d’une société avec laquelle ils sont liés dans le cadre d’une communauté de gestion ou de contrôle, ou par une importante participation directe ou indirecte, des portefeuilles de FIA dont les actifs gérés ne dépassent pas un seuil de:
- 100 000 000  EUR au total, y compris les actifs acquis grâce à l’effet de levier[7]; ou
- 500 000 000  EUR au total si les portefeuilles des FIA sont composés des FIA qui ne recourent pas à l’effet de levier et pour lesquels aucun droit au remboursement ne peut être exercé pendant une période de cinq ans à compter de la date de l’investissement initial dans chaque FIA[8].

Les GFIA enregistrés ne bénéficient pas des dispositions nationales régissant la gestion et la commercialisation applicables aux FIA dont le bénéfice est réservé aux GFIA agréés.

## Les activités du GFIA

### Fonctions principales: gestion des risques et gestion de portefeuille
Un GFIA doit être capable d'assurer et d'assumer la responsabilité des fonctions de gestion d'investissement visées à la section (1) de l'annexe I de la directive GFIA (c'est-à-dire la gestion de portefeuille et la gestion des risques) afin d'obtenir l'agrément de GFIA en vertu de la loi nationale transposant la directive GFIA, avec la possibilité de déléguer à des tiers la tâche d'exercer certaines fonctions en son nom conformément aux dispositions de la directive GFIA.
À noter qu'en outre, un GFIA ne peut pas fournir exclusivement les services auxiliaires visés ci-dessous, y compris la fonction de gestion de portefeuilles conformément aux mandats donnés par les investisseurs sur une base discrétionnaire, de la même loi.

### Fonctions complémentaires: administration des organismes de placement collectif
Parmi les fonctions qu’un GFIA peut exercer à titre complémentaire dans le cadre de la gestion collective d’un FIA référé au paragraphe 2, (a) (administration) de l'Annexe I de la Directive GFIA, on compte la fonction d'administration des FIA qui est globalement composées, au moins, des tâches suivantes:
- services juridiques et de gestion comptable du fonds ;
- demandes de renseignement des clients ;
- évaluation du portefeuille et détermination de la valeur des parts (y compris les aspects fiscaux) ;
- contrôle du respect des dispositions réglementaires ;
- tenue du registre des porteurs de parts/d’actions ;
- répartition des revenus ;
- émission et rachat de parts/d’actions ;
- règlement des contrats (y compris envoi des certificats) ; et
- enregistrement et conservation des opérations.

### Services auxiliaires
Un GFIA a la possibilité d'exercer tout ou partie des fonctions énumérées à la section (2) de l'annexe I de la directive GFIA. Chaque structure de FIA doit être évaluée au cas par cas lorsqu'il s'agit de déterminer quelles fonctions ont été attribuées au GFIA et peuvent donc également faire l'objet d'une délégation par le GFIA. 
En ce qui concerne la prestation de services non essentiels, par exemple, la fourniture de conseils en investissement, la garde et l'administration de parts ou d'unités d'organismes de placement collectif et/ou la réception et la transmission d'ordres relatifs à des instruments financiers. Un GFIA peut fournir tout ou partie de ces services à condition d'y être autorisé sur la base de l'agrément accordé à ce GFIA par son autorité nationale.

## Dépositaire de FIA
Sur le modèle de la directive 2009/65/CE portant coordination des dispositions législatives, réglementaires et administratives concernant certains organismes de placement collectif en valeurs mobilières (OPCVM) telle qu'amendée (Directive UCITS V), le directive GFIA introduit et définit le rôle et les responsabilités du dépositaire dont la désignation est matérialisée par un contrat écrit.

## Transposition
La directive GFIA a été transposée dans le droit nationale des États membres par le biais de lois nationales indépendantes, le 12 juillet 2013 au Luxembourg par la loi relative aux gestionnaires de fonds d’investissement alternatifs et le 27 juillet 2013 en droit français par l'ordonnance n° 2013-676 du 25 juillet 2013 qui fut ratifiée par l'article 18 I de la loi n° 2014-1 du 2 janvier 2014,.